# Joy Delima
Joy Larissa Delima (Rotterdam, 5 september 1994) is een Nederlands acteur en schrijver.

## Leven en werk
Joy Delima groeide naar eigen zeggen op in een hecht, veilig gezin. Haar vader komt van Curaçao, haar moeder uit Suriname. Zij ging naar basisschool De Pionier waar het motto was Het gevoel iemand te zijn die iets kan, maar zij werd er gepest, wat tot sociale angst leidde.
Van 2002 tot 2011 ging ze naar Jeugdtheaterschool Hofplein, van 2011-2015 naar de Theaterschool Rotterdam, en van  2015 tot 2019 naar de ArtEZ Toneelschool Arnhem. In die tijd ging zij door een bewustwordingsproces (ze was de enige vrouw van kleur daar), begon te lezen over de geschiedenis van Suriname en Curaçao, slavernij, slavenhandel en racisme en schoor haar ontkroesde haar af. In het derde jaar van ArtEZ schreef zij de solo Stamboom Monologen over alledaags racisme en identiteit. Vlak voor haar afstuderen werd zij genomineerd voor de toneelprijs Colombina, voor haar stagerol als Naomi Polat in Onze Straat van Het Nationale Theater.
In 2018 speelde zij in Allemaal Mensen van Toneelgroep Oostpool. In 2018-2019 was zij op tv te zien als infiltrant Charlie Oostzaan in de serie Flikken Rotterdam en in het vierde seizoen van de serie als rechercheur Robin Garcia. In 2019 ging zij op tournee met de Stamboom Monologen en speelde bij Oostpool Allemaal mensen | Umuntu, over de geschiedenis van kroeshaar. In 2020 trad zij in dienst bij het Internationaal Theater Amsterdam (ITA), waar zij meteen haar solo Stamboom Monologen speelde, en vanaf september 2020 te zien was in Op hoop van zegen. In seizoen 2020-2021 werd zij lid van het vaste ensemble van ITA. Datzelfde seizoen speelt zij in de premières van Flight 49, Romeo en Julia, De uren, Age of Rage en in de reprise van Medea.
In 2021 gaf Delima stem aan João Mina, een Afrikaanse slaafgemaakte man, in een tentoonstelling over slavernij in het Rijksmuseum.
Theater Oostpool kondigde aan dat Delima van half november 2023 tot en met begin februari 2024 opnieuw meedoet aan een theaterproductie van het gezelschap: COCK.
Op Instagram schrijft zij over seks in de rubriek Seks met tante Joy. In het Volkskrant Magazine schreef zij van 2020 tot 2023 een column over hetzelfde onderwerp; in totaal heeft ze voor dat magazine 61 columns geschreven. Delima schreef dat ze een gebrekkige seksuele voorlichting heeft gekregen; haar ouders uit de jaren vijftig vertelden weinig over seks en op school werd alles vanuit een mannelijk standpunt verteld. Ze schreef in deze columns ook over een aanranding op haar zeventiende, waarbij ze achteraf voor slet werd uitgemaakt (slutshaming).
In 2025 deed Delima samen met Jeangu Macrooy mee aan het televisieprogramma That's My Jam. In datzelfde jaar was ze te gast in het televisieprogramma Lieve Heleen.

## Me Too
Gedurende haar loopbaan als acteur kreeg Delima opnieuw te maken met racisme en seksisme. De MeToo-beweging heeft wat het laatste betreft een generatiekloof met zich meegebracht; oudere acteurs waren zich er nog niet geheel van bewust dat de wereld veranderd was. De komst van een intimiteitscoördinator bracht wel enige ruimte. Er wordt volgens Delima in 2023 nog steeds onvoldoende rekening gehouden met mensen van kleur. Volgens Delima is dat te merken doordat op de set van televisieseries of films de kappers vaak niet goed kunnen omgaan met kroeshaar, en er geen 'huidkleurig' ondergoed aanwezig is voor een niet-witte huid.

## Filmografie

### Film
- 2019: Porfotto, als Dina (korte film)
- 2020: Onze Jongens in Miami, als grondstewardess
- 2020: Wraak!, als Monique Zegers (podcast)
- 2020: Laatste rit, als dochter (korte film)
- 2021: Meskina, als Patricia
- 2023: Happy Ending, als Eve (Netflix)

### Televisie
- 2018-2019: Flikken Rotterdam, als Robin Garcia / Charlie Oostzaan
- 2020: Sas heeft een SOA, als Faye (miniserie)
- 2022: Dirty Lines, als Marly (Netflix)
- 2022: Rampvlucht, als dierenarts Asha Willems (miniserie, KRO-NCRV)
- 2023-heden: Eén grote familie, als Simone Alliander
- 2024-heden: Zussen, als Rolinde

## Publicatie
- Goed komen: Een seksuele queeste (2022), De Arbeiderspers, ISBN 9789029549578 (bundeling columns uit het Volkrant Magazine)